# Lijst van Ravenklauwen
Dit is een lijst van personages in de Harry Potter-boeken van de Britse schrijver J.K. Rowling. Dit zijn personages die in Ravenklauw zitten of zaten, een van de afdelingen van de toverschool Zweinstein. Ze zijn gerangschikt op alfabetische volgorde van de achternaam. Sommige Ravenklauwen hebben een apart artikel, deze staan onderaan de pagina genoemd.

## De Ravenklauwen

### Sextus Aardveil
Sextus Aardveil (Engels: Stewart Ackerley) wordt in het vierde boek heel even genoemd tijdens het sorteren van de afdelingen.

### Terry Bootsman
Terry Bootsman (Engels: Terry Boot) is een jaargenoot van Harry en Harry's beste vriend Ron. Terry is bevriend met Michel Kriek en Anton Goldstein.
In het vijfde boek wordt Terry lid van de Strijders van Perkamentus. In het het zevende en laatste boek vecht Terry mee in de Slag om Zweinstein

### Amanda Brokkeling
Amanda Brokkeling (Engels: Mandy Brocklehurst) is een jaargenote van Harry, Ron en Hermelien. Ze wordt in het eerste boek heel even genoemd tijdens het sorteren van de afdelingen.

### Robbie Davids
Robbie Davids (Engels: Roger Davies) is de aanvoerder van het Zwerkbal-team van Ravenklauw, een van de afdelingen van de toverschool Zweinstein. Hij is een jaargenoot van Ginny Wemel, het zusje van Ron Wemel, de beste vriend van Harry Potter. Davids is een tijdje bevriend geweest met Cho Chang, een vriendinnetje van Harry. Tijdens Harry's vierde schooljaar ging Davids (tot zijn eigen verbazing) met Fleur Delacour naar het kerstbal. Fleur is een van Harry's tegenstanders tijdens het Toverschool Toernooi.

### Marina Elsdonk
Marina Elsdonk is de beste vriendin van Cho Chang en maakt net als Cho ook deel uit van de afdeling Ravenklauw.
Marina is, net als veel van haar schoolgenoten, lid geworden van de Strijders van Perkamentus, een groep van leerlingen die zichzelf het Verweer tegen de Zwarte Kunsten eigen gaan maken. Marina wilde eigenlijk niet mee, maar ze is omgepraat door Cho. Ze wilde niet het risico lopen haar moeder in diskrediet te brengen: zij werkt op het Ministerie van Toverkunst en heeft dus een publieke functie. Uiteindelijk verraadt Marina het bestaan van de (verboden) SVP aan Professor Omber. Dit verraad wordt onmiddellijk bestraft: door de vloek die Hermelien Griffel over de ledenlijst van de SVP heeft uitgesproken staat gedurende lange tijd op haar gezicht, met puisten geschreven, het woord KLIKSPAAN. Dit leidt tot de uiteindelijke breuk tussen Harry en Cho. In Harry Potter en de Halfbloed Prins merkt Harry dat de vloek nog steeds werkt.

### Alfons Gasthuis
Alfons Gasthuis (Engels: Marcus Belby) is een personage uit de Harry Potter-boeken van J.K. Rowling.
Gasthuis is een slanke jongen die één jaar ouder is dan Harry Potter. Hij komt voor het eerst als handelend personage voor in Harry Potter en de Halfbloed Prins, het zesde deel van de serie, waarin hij lid is van de Slakkers, het elite-clubje van Hildebrand Slakhoorn de leraar Toverdranken.
De reden dat Alfons bij de Slakkers zit is dat Slakhoorn zijn oom Damocles kent. Damocles is de uitvinder van Wolfsworteldrank, een toverdrank die de effecten van Weerwolf zijn tegen gaat. Volgens Slakhoorn is Damocles een uitmuntende tovenaar die de Orde van Merlijn dubbel en dwars heeft verdiend. Echter als Alfons zegt dat zijn vader en Damocles niet zo goed met elkaar overweg kunnen en hij hem daarom niet zo vaak ziet verliest Slakhoorn zijn interesse in Alfons.
Het is onbekend of Alfons familie is van Franciscus Gasthuis, de eerste tovenaar die een aanval van de Stik-de-moord overleefde.

#### Acteur
De acteur die in de zesde Harry Potterfilm de rol van Gasthuis speelde, de achttienjarige Rob Knox, werd op 24 mei 2008 doodgestoken in Londen terwijl hij zijn twee jaar jongere broertje probeerde te beschermen die door twee gewapende mannen werd overvallen.

### Anton Goldstein
Anton Goldstein is een jaargenoot van Harry en Harry's beste vriend Ron. Anton is bevriend met Michel Kriek en Terry Bootsman.
In het vijfde boek wordt Anton lid van de Strijders van Perkamentus. In het het zevende en laatste boek vecht Anton mee in de Slag om Zweinstein

### Patricia Hazelaar
Patricia Hazelaar (Engels: Penelope Clearwater) is in het tweede boek een van de scholieren die wordt aangevallen door de Basilisk, de reuzenslang die door Voldemort in de school is losgelaten om de school te ontdoen van Dreuzeltelgen. Ze loopt samen met Hermelien Griffel uit de bibliotheek, en wanneer de meisjes een hoek om willen besluiten ze uit veiligheidsoverwegingen in een spiegeltje te kijken. Daarin zien ze de ogen van de Basilisk. Doordat ze het dier niet rechtstreeks in de ogen keken, raakten ze slechts versteend en overleefden ze het voorval: een directe blik van een Basilisk is dodelijk.
Aan het einde van het boek krijgen alle versteende leerlingen een toverdrank op basis van Mandragora toegediend, waardoor ze weer genezen.
Hazelaar is klassenoudste en heeft vaste verkering met Percy Wemel, een oudere broer van Ron Wemel, Harry Potters beste vriend.

### Eddie Kamerling
Eddie Kamerling zit een jaar hoger dan Harry, Ron en Hermelien. Wanneer de vijfdejaars leerlingen (jaargenoten van Harry, Ron en Hermelien dus) bijna hun S.L.I.J.M.B.A.L.-examens moeten doen, biedt hij hun Baruffio's Breinelixer aan, maar Hermelien neemt het, als klassenoudste, van hem af en spoelt het door de wc.

### Michel Kriek
Michel Kriek (Engels: Michael Corner) is een jaargenoot van Harry Potter. Zijn afdeling op Zweinsteins Hogeschool voor Hekserij en Hocus Pocus is Ravenklauw. In zijn vijfde schooljaar werd hij lid van de SVP (Strijders van Perkamentus), de club die zich verzette tegen Dorothea Omber, de professor Verweer tegen de Zwarte Kunsten.
Ginny en Michel gingen aan het einde van het jaar uit elkaar, door zijn geklaag over de nederlaag van zijn afdeling in de Zwerkbalbeker. Al snel kreeg hij hierna een relatie met de ex van Harry, Cho Chang.

### Padma Patil
Padma Patil is de eeneiige tweelingzus van Parvati Patil. Parvati zit in Griffoendor en is klasgenote van Harry Potter, Ron Wemel en Hermelien Griffel. In de films zit Padma bij Griffoendor. Maar in de boeken dus in Ravenklauw.
Padma is een erg knap meisje. Ze is bruin van huidskleur, heeft lang zwart haar en donkerbruine ogen. Op Zweinstein draagt ze het verplichte gewaad. In het vijfde jaar is ze lid van Strijders van Perkamentus samen met haar zus.
Als ze in haar zesde jaar zit, willen haar ouders haar en haar tweelingzus van school halen. De ouders vinden het namelijk niet veilig genoeg op Zweinstein, nadat ze erachter kwamen wat er met Katja Bell was gebeurd. Maar ze mogen op Zweinstein blijven, omdat er niets bijzonders meer was gebeurd. Na de dood van Albus Perkamentus komt ze samen met haar zus niet meer opdagen voor het ontbijt.

### Lisa Turpijn
Lisa Turpijn (Engels: Lisa Turpin) is een jaargenote van Harry, Ron en Hermelien. Ze wordt in het eerste boek heel even genoemd tijdens het sorteren van de afdelingen. Ze komt terecht in Ravenklauw

### Ellen Vrolijk
Ellen Vrolijk wordt in het vierde boek heel even genoemd tijdens het sorteren van de afdelingen.

### Bijfiguren uit Ravenklauw
- Fortuin
- Kanters
- Pieren
- Stalpeert jr.

## Andere afdelingen
- Lijst van Griffoendors
- Lijst van Huffelpufs
- Lijst van Zwadderaars